# لوستويزيل

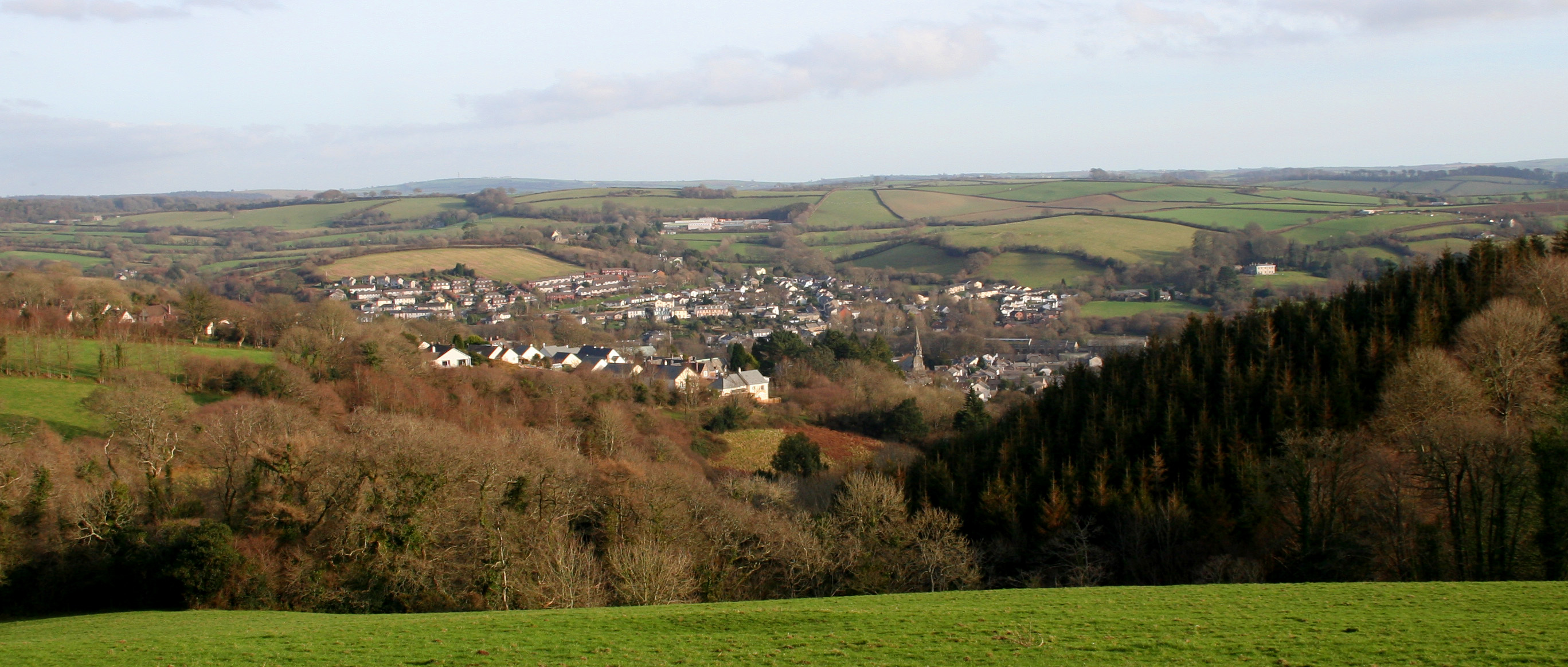
منظر لوستويزيل من جهة الغرب

موقع مقاطعة كورنوال في إنكلترا

لوستويزيل (إنكليزي: Lostwithiel) هي إبرشية مدنية وبلدة صغيرة في مقاطعة كورنوال في إنجلترا، المملكة المتحدة. وتقع على رأس مصب نهر فاوي Fowey. وفقاً لتعداد عام 2001 كان عدد سكانها 2739 نسمة.
اشتق اسمها من كلمة "lostwydhyel" والتي تعني «ذيل من منطقة غابات» بلغة الكورنيش.
توجد فيها قلعة رستورمل وهي موقع أثري من التراث الإنكليزي.